# Pearsonville
Pearsonville é uma Região censo-designada localizada no estado americano daCalifórnia, no Condado de Inyo.

## Demografia
Segundo o censo americano de 2000, a sua população era de 27 habitantes.

## Geografia
De acordo com o United States Census Bureau tem uma área de 10,9 km², dos quais 10,9 km² cobertos por terra e 0,0 km² cobertos por água. Pearsonville localiza-se a aproximadamente 766 m acima do nível do mar.

## Localidades na vizinhança
O diagrama seguinte representa as localidades num raio de 48 km ao redor de Pearsonville.